# Castrovillari
Castrovillari és un municipi italià, situat a la regió de Calàbria i a la província de Cosenza. L'any 2006 tenia 25.460 habitants. Limita amb els municipis d'Altomonte, Cassano allo Ionio, Cerchiara di Calabria, Chiaromonte (PZ), Civita, Frascineto, Morano Calabro, San Basile, San Lorenzo Bellizzi, San Lorenzo del Vallo, Saracena, Spezzano Albanese, Viggianello i Terranova di Pollino (PZ).

## Administració
| Període | Identitat          | Partit      |
| ------- | ------------------ | ----------- |
| 2006-   | Francesco Blaiotta | Centredreta |